# Амвросий (Булгаков)
Архимандри́т Амвро́сий (в миру Алексе́й Булга́ков; 1845, Курская губерния — 1 августа 1920, Киев) — архимандрит Православной российской церкви, наместник Киево-Печерской лавры.

## Биография
Родился в 1845 году в Курской губернии в семье причетника. Окончил Курское духовное училище (1864).
В 1864 году поступил в Глинскую пустынь, где принял постриг. По всей вероятности, послушание проходил при больнице обители, так как впоследствии стал широко известен как искусный врач.
В 1870 году был перемещён в Свияжский монастырь Казанской епархии.
В 1875 году рукоположён в сан иеромонаха и назначен казначеем Свияжского Успенского монастыря.
В 1879 году определён экономом Казанского архиерейского дома. В новой должности был для всех примером, высоко ценил его архиепископ Казанский Палладий (Раев-Писарев).
8 сентября 1883 года Святейшим синодом назначен настоятелем Черемисского Архангело-Михаиловского монастыря, который располагался в Козмодемьянском уезде Казанской губернии, недалеко от устья реки Суры при впадении её в Волгу. Обитель не была устроена ни внутренне, ни внешне, большим искушением для братии была рознь на национальной почве. Отец Амвросий ввёл в монастыре строгий общежительный устав, принятый в Глинской пустыни, с продолжительным богослужением и прекрасным пением, устроил кирпичные заводы, кузницу, бондарную, шорную, швейную, сапожную, столярную мастерские. Стали развиваться огородничество, садоводство, пчеловодство, цветоводство. Число братии с каждым годом росло, было построено несколько бесплатных гостиниц для паломников. Важным видом благотворительности было оказание бесплатной медицинской помощи, для чего настоятель за свой счёт покупал медикаменты. За врачебной помощью и молитвой к нему обращались не только иноки и паломники, но и жители всей губернии.
Получил благодарность в 1888 году за содействие в научной экспедиции Казанского университета по изучению черемисской народности.
Во время голода 1891—1892 годов тысячи чувашей и марийцев получали в монастыре хлеб.
Устроил при Михаило-Архангельском монастыре приют для малолетних сирот. Для детей «инородцев» жизнь в монастыре имела особое значение, поскольку знакомила с русским укладом жизни и навыками хозяйствования.
Большое внимание уделял просветительской деятельности, утверждению христианства среди крещёных марийцев и чувашей, распространению Православия среди некрещёных и повышению грамотности местных жителей. Монастырь содержал школу для детей марийцев, педагогические курсы под его руководством для учителей чувашских и марийских школ.
В 1884 году был возведён в сан игумена и назначен благочинным монастырей Казанской епархии.
В 1892 году возведён в сан архимандрита.
В 1895 году был председателем временного строительного Комитета по постройке храма в чувашской деревне Помнарах.
С 9 сентября 1897 года — наместник Свято-Успенской Почаевской лавры, одновременно настоятель Дубенского Крестовоздвиженского монастыря.
Укрепил духовную жизнь братии Почаевской лавры, создал образцовое монастырское хозяйство, развивал благотворительную деятельность. Большое внимание уделял второклассной школе, председателем и попечителем которой состоял.
С 1902 года — благочинный женских монастырей Волынской епархии.
В сентябре 1909 года назначен наместником Киево-Печерской лавры, в уклад которой также внёс более строгое подвижническое направление. Каждому насельнику старался помочь в духовном возрастании, назначая послушания в соответствии со способностями.
С открытием в 1911 году Зверинецких пещер добился их передачи в ведение Лавры.
Во время Первой Мировой войны развернул деятельность по опеке над детьми погибших воинов.
Для духовной беседы его приглашали Киевские митрополиты Флавиан (Городецкий), которого архимандрит Амвросий исповедовал и соборовал, и Владимир (Богоявленский).
В 1917 году член Поместного собора по должности как наместник Киево-Печерской лавры, участвовал в 1-й сессии, член XI, XVI Отделов.
В декабре 1917 года вернулся из Москвы в Лавру. Архимандрит Амвросий, к тому времени уже терявший зрение, постепенно устранялся сам от управления Лаврой.
6 декабря в лаврской трапезной без благословения митрополита Владимира состоялось общее собрание братии, на котором был избран наместник лавры. Вэтом собрании участвовали, между прочим, и представители Рады. Сейчас же после 6 декабря новоизбранный наместник вступает в управление делами, хотя формально он ещё не допущен к должности.
К возвратившемуся митрополиту Владимиру, явилась депутация из братии с просьбой воздействовать на архимандрита Амвросия, чтобы он ушёл на покой, но митрополит Владимир этому прошению никакого движения не дал. Та же самая депутация явилась и к самому наместнику, прося его уйти на покой. Архимандрит Амвросий согласился, просил только повременить одну неделю. Вскоре к нему явилась депутация вторично, и он подал прошение об увольнении на покой.
Избранный, но не утверждённый наместник делает распоряжения, и так продолжается до 25 декабря, когда архимандрит Амвросий был временно устранен от должности наместника, а исполнение его обязанностей временно было возложено на архимандрита Климента (Жеретиенко).
20 января 1918 года по собственному прошению «уволен от должности наместника Лавры в виду преклонности лет и болезненного состояния с оставлением его в числе братии Лавры».
В ночь на 26 января 1918 года в лавру ворвались большевистские отряды. Митрополит Владимир (Богоявленский) был убит.
Уйдя на покой, проживал на первом этаже митрополичьего дома.
Скончался 1 августа 1920 года. Похоронен на Рождественском кладбище близ дальних пещер.

## Награды
Награждён набедренником, золотым наперсным крестом и красным крестом, орденами святой Анны III (1888), II (1895) и I степеней, святого Владимира III, IV степеней, медалью за участие в Первой всеобщей переписи населения России в 1897 года.